# Sechs-Nationen-Turnier U17
Das Sechs-Nationen-Turnier U17 (englisch U17 Six Nations) ist ein Badmintonwettbewerb für Jugendnationalmannschaften. Es wird jährlich ausgetragen. Es nehmen die führenden europäischen Verbände Dänemark, Deutschland, England, Schottland (seit 1996 Frankreich), Niederlande und Schweden teil, die das Turnier auch im Wechsel ausrichten. Es findet mittlerweile jeweils ein Mannschaftsturnier und ein Einzelturnier statt, nachdem in den Anfangsjahren nur Teamwettbewerbe ausgetragen wurden. Vor 1985 wurde das Turnier als Drei-Nationen-Turnier ausgetragen. Bis 1990 durften dann die neu hinzugekommenen Mannschaften Niederlande, Deutschland und Schottland nur in einer eigenen Gruppe gegeneinander antreten – ohne Aufstiegschance.

## Platzierungen im Mannschaftsturnier
| Jahr      | Ort               | 1.                | 2.                | 3.                | 4.                | 5                 | 6.                |
| --------- | ----------------- | ----------------- | ----------------- | ----------------- | ----------------- | ----------------- | ----------------- |
| 1985      | Malmö             | Dänemark          | England           | Schweden          | Niederlande       | Schottland        | Deutschland       |
| 1986      | Holte             | England           | Schweden          | Dänemark          | Niederlande       | Schottland        | Deutschland       |
| 1987      | Telford           | Dänemark          | Schweden          | England           | Niederlande       | Schottland        | Deutschland       |
| 1988      | Malmö             | Dänemark          | England           | Schweden          | Deutschland       | Niederlande       | Schottland        |
| 1989      | Zeist             | Dänemark          | England           | Schweden          | Niederlande       | Deutschland       | Schottland        |
| 1990      | Langenfeld        | Dänemark          | Schweden          | England           | Niederlande       | Deutschland       | Schottland        |
| 1991      | Largs             | Dänemark          | England           | Deutschland       | Niederlande       | Schweden          | Schottland        |
| 1992      | Karlslunde        | Dänemark          | England           | Niederlande       | Deutschland       | Schweden          | Schottland        |
| 1993      | Coventry          | Dänemark          | England           | Niederlande       | Schweden          | Deutschland       | Schottland        |
| 1994      | Malmö             | Dänemark          | England           | Niederlande       | Deutschland       | Schweden          | Schottland        |
| 1995      | Haarlem           | Dänemark          | Deutschland       | England           | Schweden          | Niederlande       | -                 |
| 1996      | Bonn              | Dänemark          | Deutschland       | England           | Niederlande       | Schweden          | Frankreich        |
| 1997      | Greve             | Dänemark          | Deutschland       | Niederlande       | England           | Schweden          | Frankreich        |
| 1998 1999 | keine Daten       | keine Daten       | keine Daten       | keine Daten       | keine Daten       | keine Daten       | keine Daten       |
| 2000      | Jönköping         | Dänemark          | Deutschland       | England           | Niederlande       | Frankreich        | Schweden          |
| 2001 2005 | keine Daten       | keine Daten       | keine Daten       | keine Daten       | keine Daten       | keine Daten       | keine Daten       |
| 2005      | Mulhouse          | Dänemark          | Niederlande       | England           | Deutschland       | Frankreich        | Schweden          |
| 2006      | Helsingborg       | England           | Dänemark          | Deutschland       | Frankreich        | Niederlande       | Schweden          |
| 2007      | Arnhem            | Niederlande       | Dänemark          | Deutschland       | Frankreich        | England           | Schweden          |
| 2008      | Refrath           | Dänemark          | Niederlande       | Deutschland       | England           | Schweden          | Frankreich        |
| 2009      | Skælskør          | Dänemark          | Deutschland       | England           | Niederlande       | Frankreich        | Schweden          |
| 2010      | Milton Keynes     | Niederlande       | England           | Frankreich        | Deutschland       | Schweden          | -                 |
| 2011      | Aire-sur-la-Lys   | Dänemark          | England           | Frankreich        | Deutschland       | Niederlande       | Schweden          |
| 2012      | Malmö             | Deutschland       | Frankreich        | Niederlande       | England           | Schweden          | Belgien           |
| 2013      | Papendal          | Dänemark          | Deutschland       | Frankreich        | England           | Schweden          | Niederlande       |
| 2014      | nicht ausgetragen | nicht ausgetragen | nicht ausgetragen | nicht ausgetragen | nicht ausgetragen | nicht ausgetragen | nicht ausgetragen |
| 2015      | Wesel             | Dänemark          | Frankreich        | England           | Schweden          | Niederlande       | Deutschland       |
| 2016      | keine Daten       | keine Daten       | keine Daten       | keine Daten       | keine Daten       | keine Daten       | keine Daten       |
| 2017      | Kolding           | Dänemark          | England           | Frankreich        | Deutschland       | Schweden          | Niederlande       |
| 2018      | Milton Keynes     | Dänemark          | Deutschland       | Frankreich        | England           | Schweden          | Niederlande       |
| 2019 2021 | nicht ausgetragen | nicht ausgetragen | nicht ausgetragen | nicht ausgetragen | nicht ausgetragen | nicht ausgetragen | nicht ausgetragen |
| 2022      | Arnhem            | Frankreich        | Dänemark          | Schweden          | England           | Deutschland       | Niederlande       |
| 2023      | nicht ausgetragen | nicht ausgetragen | nicht ausgetragen | nicht ausgetragen | nicht ausgetragen | nicht ausgetragen | nicht ausgetragen |
| 2024      | Uppsala           | Dänemark          | Frankreich        | England           | Deutschland       | Schweden          | Niederlande       |

## Einzelturnier
| Saison | Herreneinzel         | Dameneinzel            | Herrendoppel                       | Damendoppel                             | Mixed                                  |
| ------ | -------------------- | ---------------------- | ---------------------------------- | --------------------------------------- | -------------------------------------- |
| 2005   | Conrad Madsen        | Michelle Cheung        | Conrad Madsen Mads Pieler Kolding  | Line Damkjær Kruse Maria Thorberg       | Mads Pieler Kolding Line Damkjær Kruse |
| 2006   | Sebastian Rduch      | Michelle Cheung        | Chris Adcock Marcus Ellis          | Gabrielle White Samantha Ward           |                                        |
| 2007   | Stephan Branderhorst | Anne Hald              | Mark Kruse Mads Pedersen           | Anne Skelbæk Anne Hald                  | Mads Pedersen Anne Skelbæk             |
| 2008   | Steffen Rasmussen    | Panuga Riou            | Jacco Arends Jelle Maas            | Selena Piek Iris Tabeling               | Jacco Arends Selena Piek               |
| 2009   | Mikkel Mikkelsen     | Fabienne Deprez        | Kim Astrup Rasmus Fladberg         | Isabel Herttrich Inken Wienefeld        | Frederik Colberg Line Møller-Damgaard  |
| 2010   | Sam Dobson           | Emily Westwood         | Filip Myhren Fredrik Sologub       | Sophie Brown Holly Smith                | Sam Dobson Emily Westwood              |
| 2011   | Mathias Ramlow       | Sara Ortvang           | Mathias Ramlow Kasper Antonsen     | Julie Finne-Ipsen Rikke S. Hansen       | Russel Muns Myke Halkema               |
| 2012   | Lars Schänzler       | Delphine Lansac        | Johannes Pistorius Marvin Seidel   | Jenny Moore Victoria Williams           | Mark Caljouw Alida Chen                |
| 2013   | Rasmus Gemke         | Mia Blichfeldt         | Alexander Bond Frederik Søgaard    | Mia Blichfeldt Sofie Holmboe Dahl       | Max Weißkirchen Eva Janssens           |
| 2015   | Joran Kweekel        | Michelle Skødstrup     | Rasmus Kjær Jesper Toft            | Alexandra Bøje Michelle Skødstrup       | Rasmus Kjær Cecilie Finne-Ipsen        |
| 2017   | Harry Huang          | Sophia Grundtvig       | Sebastian Grønbjerg Mads Muurholm  | Sophia Grundtvig Frederikke Lund        | Rory Easton Hope Warner                |
| 2018   | Christo Popov        | Nele Swerts Knudsen    | Christo Popov Yanis Gaudin         | Simona Pilgaard Anna Siess Ryberg       | Gustav Björkler Edith Urell            |
| 2022   | William Bøgebjerg    | Maria Højlund Tommerup | Philip Kryger Boe Salomon Thomasen | Caroline Mouritsen Amanda Petersen      | Otto Reiler Amanda Petersen            |
| 2024   | Arthur Tatranov      | Ida Nissen Nielsen     | Orphé Quéton-Bouissou Eva Bouville | Athene Lyduch Thornild Filippa Pedersen | Aske Rømer Roslyng Eline Landsvig      |